# Andalucía Open
El Andalucía Open es un torneo de tenis profesional que se disputa sobre las pistas de tierra batida del Club de Tenis Puente Romano de Marbella, España. Forma parte del circuito masculino ATP Challenger Series, y del circuito femenino WTA 125s.
En 2021 incluyó en categoría masculina, además del torneo de las Challenger Series, otro torneo de ATP Tour 250, el Torneo de Marbella 2021, por lo que la competición se prolongó durante dos semanas.

## Finales

### Individual Masculino
| Año  | Campeón           | Subcampeón      | Marcador           |
| ---- | ----------------- | --------------- | ------------------ |
| 2022 | Jaume Munar       | Pedro Cachín    | 6-2, 6-2           |
| 2021 | Gianluca Mager    | Jaume Munar     | 2-6, 6-3, 6-2      |
| 2020 | Pedro Martínez    | Jaume Munar     | 7-6(7-4), 6-2      |
| 2019 | Pablo Andújar     | Benoît Paire    | 4–6, 7–6(8–6), 6–4 |
| 2018 | Stefano Travaglia | Guido Andreozzi | 6–3, 6–3           |

### Individual Femenino
| Año  | Campeón      | Subcampeón       | Marcador      |
| ---- | ------------ | ---------------- | ------------- |
| 2022 | Mayar Sherif | Tamara Korpatsch | 7-6(7–1), 6-4 |

### Dobles Masculino
| Año  | Campeones                        | Subcampeones                         | Marcador              |
| ---- | -------------------------------- | ------------------------------------ | --------------------- |
| 2022 | Roman Jebavý Philipp Oswald      | Hugo Nys Jan Zieliński               | 7–6(8–6), 3–6, [10–3] |
| 2021 | Dominic Inglot Matt Reid         | Romain Arneodo Hugo Nys              | 1-6, 6-3, [10-6]      |
| 2020 | Gerard Granollers Pedro Martínez | Luis David Martínez Fernando Romboli | 6-3, 6-4              |
| 2019 | Kevin Krawietz Andreas Mies      | Sander Gillé Joran Vliegen           | 7–6(8–6), 2–6, [10–6] |
| 2018 | Guido Andreozzi Ariel Behar      | Martin Kližan Jozef Kovalík          | 6–3, 6–4              |

### Dobles Femenino
| Año  | Campeones                     | Subcampeones                 | Marcador         |
| ---- | ----------------------------- | ---------------------------- | ---------------- |
| 2022 | Irina Bara Ekaterine Gorgodze | Katarzyna Kawa Vivian Heisen | 6–4, 3–6, [10–6] |